# Panfilo Persico
Panfilo Persico (Belluno, 1571 – Savona, 17 dicembre 1625) è stato un presbitero italiano.

## Biografia
Nacque a Belluno nel 1571, primogenito di Priamo, nobile bellunese, e di Emilia Filermo, gentildonna friulana. Proveniva dalla famiglia dei Persicini, che nel 1497 aveva assunto il cognome Persico. A soli quindici anni, nel 1586, iniziò la sua carriera ecclesiastica come segretario del vescovo di Padova Federico Corner. Successivamente si trasferì a Roma, dove divenne segretario dell'arcivescovo di Monreale Ludovico III de Torres e fu ordinato sacerdote nel 1594. Nel 1598 prese parte alla delegazione che accompagnò papa Clemente VIII alla presa di possesso del Ducato di Ferrara, recentemente passato sotto la giurisdizione della Santa Sede dopo la morte di Alfonso II d'Este. Fu in questa occasione che conobbe Maffeo Barberini, futuro papa Urbano VIII. L'anno successivo ottenne il canonicato di Ceneda e, grazie all'intercessione del vescovo Marco Antonio Mocenigo, fu nominato membro della delegazione pontificia.
Nel 1605 divenne segretario personale del cardinale Ludovico III de Torres. Dopo la morte del cardinale continuò la sua carriera al servizio del cardinale Alessandro Orsini, con il quale intraprese importanti missioni diplomatiche. Si distinse in particolare per la sua abilità nelle trattative con Enrico IV di Francia, che lo raccomandò al cardinale Scipione Caffarelli-Borghese come «uno dei migliori segretari del suo tempo».
Nel 1623, con l'elezione di papa Urbano VIII, fu nominato abate di Santo Stefano a Spalato e segretario del cardinale Francesco Barberini. Durante una missione diplomatica a Parigi ottenne l'apprezzamento del cardinale Richelieu per le sue capacità diplomatiche. Nel 1625, in seguito alla morte del vescovo Luigi Lollino, fu nominato vescovo di Belluno. Tuttavia la sua nomina lo raggiunse mentre si trovava in missione a Parigi e, durante il viaggio di ritorno, si ammalò gravemente. Morì il 17 dicembre 1625 a Savona, senza aver mai assunto ufficialmente le funzioni di vescovo.

## Opere
Persico fu anche autore di diversi trattati di carattere filosofico e politico. Tra le sue opere più significative si ricordano:
- Della filosofia morale e politica d’Aristotele, Venezia, Gio. Battista Ciotti, 1617, SBN VIAE001546.
- Del segretario, Venezia, Heredi di Damian Zenaro, 1620, SBN RAVE008522.
- Dialogo della volgar lingua, Venezia, Gio. Battista Ciotti, 1620, SBN VEAE007160.

Persico avrebbe scritto anche un Dialogo tra la Fortuna e l'autore, un'opera rimasta inedita e conservata tra le carte del bellunese Tomaso Catullo.